# Thagria matsumurai
Thagria matsumurai är en insektsart som beskrevs av Nielson 1977. Thagria matsumurai ingår i släktet Thagria och familjen dvärgstritar. Inga underarter finns listade i Catalogue of Life.